# ヤクプ・ソビェスキ
ヤクプ・ソビェスキ（Jakub Sobieski, 1590年5月5日 - 1646年6月13日）は、ポーランド・リトアニア共和国の貴族（シュラフタ）、政治家、軍人。ポーランド王ヤン・ソビエスキの実父である。

## 生涯
ルブリン県知事を務めたマレク・ソビエスキの息子に生まれ、クラクフとパリで学んだ。ソビエスキは名高い演説家・代議員だった。1617年から1618年まで末期のロシア・ポーランド戦争にも参加しており、ヴワディスワフ4世の軍事評議会（Rada wojenna）の一員として、1618年にモスクワ・ロシアと講和したデウリノ条約の交渉、オスマン帝国と戦った1621年のホティンの戦い、1633年のアバズィ・パシャとの戦い、1635年のスウェーデンとのストゥムスドルフの和約に立ち会っている。スタニスワフ・ジュウキェフスキの孫娘で女子相続人のゾフィア・ダニウォヴィチュヴナとの結婚によって裕福になり、ジュウキェフ城を手に入れた。
彼は1617年より宮廷に伺候し、1626年より王国クライチィ官（肉切り分け係）、1636年より王冠領副酒膳官、1638年よりベウツ県知事、1641年よりルーシ県知事、1646年よりクラクフ城代を務めた。またテレボフリャ、クラシニスタフ、ヤヴォルフ、ストルィイ、カウシュ、バール、グニェフォの代官職を帯びた。1623年から1632年まで7回セイム代議員に選出され、1623年と1626年のワルシャワで開かれた通常議会、1628年の臨時議会、1632年の国王選出時の議会ではそれぞれ議長に任じられた。
ソビエスキは1621年のホティンの戦い（ホチムの戦い）に参加した際、『ホチム戦役日記（Commentariorum chotinensis belli libri tres）』を執筆しており、これは1646年にグダニスクで出版された。詩人のヴァツワフ・ポトツキはこれを元にして叙事詩『ホチム戦役の顛末（Transakcja wojny chocimskiej）』を書いている。この他、ソビエスキはクラクフとパリに教育旅行に赴いた息子たちに宛てて勉強のための心得を書いており、ここには当時の人文主義教育のあるべき指針が述べられている。
ソビエスキは同時代人には賢明で高潔な人物として有名だった。多くの委員会や外交部会に名を連ね、また貴族の孤児の後見人や仲裁人を引き受けた。国政においては国王の政策を支持したが、貴族特権や宗教的寛容についてはこれを守った。
二番目の妻ゾフィア・ダニウォヴィチュヴナとのあいだに7人の子供があったが、次男のヤンは卓越した将軍として王冠領宮内長官、王冠領野戦ヘトマンとなり、1667年には国王に選出された。また次女のカタジナも国内屈指の大貴族ザスワフスキ家、ラジヴィウ家に嫁いだ。